# Sveti Hieronim
Sveti Hieronim [hierónim], nekoč Jeronim polno ime Evzebij Sofronij Hieronim (latinsko Eusebius Sophronius Hieronymus, grško Εὐσέβιος Σωφρόνιος Ἱερώνυμος), rimski duhovnik, teolog, apologet, biblicist, prevajalec, svetnik, cerkveni oče in cerkveni učitelj, * okoli 347, Stridon, † 30. september 419 ali 420, Betlehem, Palestina.
Velja za enega izmed štirih velikih cerkvenih učiteljev, kamor sodijo še sveti Gregor Veliki, sveti Avguštin in sveti Ambrož. Najbolj znan je po latinskem prevodu Svetega pisma, ki je kasneje postal znan pod imenom Vulgata. Poleg drugih literarnih del so ohranjena tudi mnoga njegova pisma, v katerih poleg izrednega teološkega znanja kaže tudi osebno rahločutnost in svoj značilen temperament, ki dostikrat ni prizanašal s pikrostjo in odrezavostjo. Za slovenski kulturni prostor so posebej zanimiva pisma, ki jih je poslal znancem iz svojega mladostnega obdobja, in sicer v Oglej (na primer škofu svetemu Kromaciju), v Emono (ohranjeni sta Pismo devicam v Emoni in Pismo Antonu, menihu v Emoni) ter domnevno v domači Stridon (Pismo Kastorini, svoji teti po materini strani).

## Življenje
Rodil se je v mestu (oppidum) Stridon, ki je ležalo na danes neznani lokaciji, nekje v trikotniku Reka–Trst–Postojna. Hieronim je bil ilirskega porekla, njegov oče je bil Evzebij, bogat posestnik, ki se je ukvarjal pretežno z živinorejo. Ime matere ni znano. Družina je bila krščanska. Hieronim je imel še precej mlajšega brata Pavlinijana, ki je kasneje tudi postal puščavnik, in sestro neznanega imena, ki je postala spokornica. Hieronimov sosed in dobri prijatelj je bil Bonoz, sin uglednih in premožnih staršev, s katerim sta preživela večino mladostnih let.
Doma je bil skupaj z Bonozon deležen prvega izobraževanja, nato pa so ga starši dokaj zarana poslali na študij v Milan in Rim, kjer je spoznaval latinske in grške klasike. V Trieru je stopil med menihe. Bivanje v Ogleju leta 370 mu je omogočilo stike s katoliško skupino v Emoni. Kmalu je odšel na obisk svetih krajev, vendar je na poti zbolel, se izpopolnjeval v Antiohiji, in se za nekaj let umaknil v puščavo. Leta 379 so ga posvetili v duhovnika. Obsežno jezikovno znanje in poznavanje številnih bogoslovnih dokumentov, ki jih je lahko študiral v izvirniku, mu je že za življenja prineslo posebno veljavo in čast enega najbolj izobraženih mož zahodnega sveta. Papež Damaz I. ga je povabil v Rim za tajnika in svetovalca ter mu naložil zahtevno nalogo – revizijo obstoječega prevoda evangelijev. To je začetek njegovega monumentalnega dela, prevoda Svetega pisma v latinščino, ki ga imenujemo Vulgata (splošno sprejeta). To sicer ni bil prvi tovrstni prevod, pred tem so obstajali že drugi, ki jih skupno poimenujemo Vetus Latina, vendar jih je s svojo kakovostjo postopno povsem zasenčil. Nastal pa je po hebrejskih, aramejskih in grških izvirnikih. Cerkev ga je razglasila za standard in ga vsesplošno uporabljala vse do drugega vatikanskega koncila, torej več kot 1500 let. Leta 1979 je izšla revidirana verzija pod imenom Nova Vulgata.
Leta 385 je zapustil Rim in po potovanje po Egiptu in Palestini dospel v Betlehem, kjer je ostal do svoje smrti. Tam je ustanovil samostan, se ukvarjal s študijem, prevajanjem, molitvijo, obiskoval je tudi bolnike. Umrl je izčrpan in onemogel.

## Čaščenje
Njegove posmrtne ostanke so v 13. stoletju zaradi turške nevarnosti prepeljali v Rim in jih pokopali v Baziliki Marije Snežne, Rim, kjer se nahajajo še danes.
Je zavetnik teologov, učenjakov, učiteljev, študentov, prevajalcev, znanstvenih ustanov, asketov, Dalmacije in mesta Lyon. Je tudi priprošnjik proti očesnim boleznim.
Skozi stoletja je bil češčen posebno na Hrvaškem in Sloveniji, saj je bilo od nekdaj splošno znano, da je izhajal iz kraško-istrskih krajev. Predvsem hrvaški strokovnjaki so opravili zajetno število študij tako o njem kakor tudi o samem rojstnem kraju. V Sloveniji se po njem imenuje kraj Jeronim (do leta 1955 Sv. Jeronim), obstaja tudi priimek Jerončič, na Vipavskem in Pivškem pa je znano družinsko ime Jerumen in Jerolima.
Med 23. in 26. oktobrom 2019 je v Ljubljani v okviru Hieronimovega leta (ob 1600-letnici smrti) potekal simpozij Hieronymus noster (Naš Hieronim). To je bil največji simpozij o svetem Hieronimu na svetu do tedaj. Na njem se je zvrstilo več kot 100 predavateljev iz 18 držav, ki so iz različnih vidikov zgodovine, arheologije, teologije, patristike, klasične filologije in eksegeze osvetlili Hieronimov lik. Simpozij so na pobudo Rafka Valenčiča organizirali Slovenska akademija znanosti in umetnosti, Teološka fakulteta in Filozofska fakulteta ter tuje univerze in ustanove.
Kongregacija za bogoslužje in disciplino zakramentov je 25. julija 2020 svetega Hieronima imenovala za zavetnika Škofije Koper, kar se je zgodilo na pobudo škofije. Slovesna razglasitev je bila 26. septembra v koprski stolnici.
Leta 2020 je bila v Ljubljani po sv. Hieronimu poimenovana ulica, ki vzdolž Križank in bodočega NUK-2 povezuje Zoisovo cesto in Trg francoske revolucije.

### Sakralna dediščina v Sloveniji

#### Cerkve
- Cerkev sv. Hieronima, Bošamarin
- Cerkev sv. Hieronima, Čelje
- Cerkev sv. Hieronima, Ivanje Selo
- Cerkev sv. Hieronima, Jeronim
- Cerkev sv. Hieronima, Koritnice
- Cerkev sv. Hieronima, Kozana
- Cerkev sv. Hieronima, Nanos
- Cerkev sv. Hieronima, Petkovec
- Cerkev sv. Hieronima, Topolovec

Za zgoraj navedene cerkve primerjaj tudi seznam cerkva v Sloveniji.
Cerkve, ki so bile nekoč posvečene svetemu Hieronimu:
- Cerkev sv. Joahima, Jasen (Občina Ilirska Bistrica) je bila najprej posvečena svetemu Evstahiju (1694), nato svetemu Hieronimu (1783), nato svetemu Joahimu
- Cerkev sv. Katarine, Gornja Branica je bila prvotno posvečena svetemu Hieronimu
- Cerkev sv. Hieronima, Slavina (natančneje v Lozi pri Borštu) je omenjena v zapisih župnijskega arhiva v Slavini, vendar je njena lokacija povsem nejasna
- Cerkev sv. Uršule, Hieronima in Osvalda, Jagršče je danes v ruševinah

#### Kapele in kapelice
- kapela v Vojašnici Stanislava Požarja v Pivki
- grajska kapela sv. Hieronima v gradu Bizeljsko
- dve kapelici v vasi Podnanos

#### Upodobitve v drugih cerkvah
- Cerkev sv. Frančiška Ksaverija, Lozice ima v glavnem oltarju kip svetega Hieronima
- Cerkev sv. Ane, Razguri ima stranski oltar posvečen svetemu Hieronimu
- Stolnica Marijinega vnebovzetja, Koper je imela stranski oltar svetega Hieronima ob njeni posvetitvi leta 1686
- Cerkev sv. Trojice, Hrastovlje ima fresko z upodobitvijo svetega Hieronima
- Cerkev sv. Vida, Podnanos ima na enem izmed dvanajstih sklepnikov upodobljenega svetega Hieronima
- Cerkev Marijinega prikazovanja, Strunjan ima upodobitev sv. Hieronima
- Cerkev sv. Štefana, Postojna ima na štirih freskah pod korom upodobljene štiri velike zahodne cerkvene očete, nad kropilnikom med stranskim in glavnim vhodom je sveti Hieronim
- Cerkev Marije Tolažnice, Budanje (Log pri Vipavi) ima na stropni freski upodobljene štiri velike zahodne cerkvene očete, desno spodaj med njimi svetega Hieronima
- Cerkev sv. Janeza Krstnika, Matenja vas ima na kamniti prižnici upodobljene vse štiri velike zahodne cerkvene očete
- Bazilika Matere Usmiljenja, Maribor ima pravtako kot zgornja cerkev
- Cerkev sv. Štefana, Dolnja Košana ima kamnite kipe štirih velikih zahodnih cerkvenih očetov
- Cerkev sv. Jurija, Piran ima na stropni freski upodobljene štiri velike zahodne cerkvene očete
- Minoritski samostan Piran hrani več slik poznorenesančnih slikarjev s svetim Hieronimom

#### Drugo
- Ob Cerkvi sv. Križa v Stranah stoji tako imenovana »Hieronimova tisa«, ki je zgodovinsko zaščiteno drevo. Premer debla znaša 120 cm. Leta 2010 je bila visoka 13,5 m, obseg debla pa je znašal 420 cm. Starost drevesa je bila ocenjena na okoli 540 let.[9] Starost naj bi po nekaterih navedbah znašala 1500 do 1600 let, namreč, po legendi naj bi pod njo pridigal sveti Hieronim kot tudi sveta brata Ciril in Metod na poti v Rim leta 865. Vendar, kot trdi Franc Rupnik v Zgodovini hrenoviške župnije, naj bi se ta ljudska govorica razširila zaradi bližnje cerkve sv. Hieronima na Nanosu.[10]